# (1477) Bonsdorffia
(1477) Bonsdorffia es un asteroide que forma parte del cinturón exterior de asteroides y fue descubierto el 6 de febrero de 1938 por Yrjö Väisälä desde el observatorio de Iso-Heikkilä, Finlandia.

## Designación y nombre
Bonsdorffia fue designado al principio como 1938 CC.
Posteriormente se nombró en honor del astrónomo finés Ilmari Bonsdorff (1879-1950).

## Características orbitales
Bonsdorffia orbita a una distancia media de 3,2 ua del Sol, pudiendo alejarse hasta 4,082 ua. Tiene una excentricidad de 0,2757 y una inclinación orbital de 15,72°. Emplea 2091 días en completar una órbita alrededor del Sol.